# Górnik Zabrze w sezonie 1962/1963
Sezon 1962/1963 był 15. sezonem w historii klubu i 8. z kolei na najwyższym poziomie rozgrywek ligowych. Górnik zakończył rozgrywki I ligi (rozgrywanej po raz pierwszy systemem jesień-wiosna) na pierwszym miejscu zdobywając po raz czwarty w historii tytuł Mistrza Polski w piłce nożnej. Rozgrywki Pucharu Polski rozpoczął od 1/16 finału docierając do półfinału.

## Stadion
Miejscem rozgrywania spotkań domowych był otwarty w 1934 roku i przebudowany w 1958 roku stadion przy obecnej ul. Roosevelta 81 mieszczący ok. 35.000 widzów.
* Spotkania rozegrane w ramach Pucharu Polski
Informacje dotyczące frekwencji według Przeglądu Sportowego (www.wikigornik.pl)

## I Liga

### Tabela
| Poz. | Drużyna            | M  | Punkty | Z  | R | P | Bramki | Bramki | Bramki |
| Poz. | Drużyna            | M  | Punkty | Z  | R | P | +      | -      | +/-    |
| ---- | ------------------ | -- | ------ | -- | - | - | ------ | ------ | ------ |
| 1    | Górnik Zabrze      | 26 | 42     | 19 | 4 | 3 | 69     | 26     | 43     |
| 2    | Ruch Chorzów       | 26 | 37     | 15 | 7 | 4 | 55     | 33     | 22     |
| 3    | Zagłębie Sosnowiec | 26 | 36     | 16 | 4 | 6 | 54     | 28     | 26     |
| 4    | Polonia Bytom      | 26 | 34     | 14 | 6 | 6 | 52     | 41     | 11     |
| 5    | Odra Opole         | 26 | 29     | 12 | 5 | 9 | 29     | 27     | 2      |

    runda wstępna Pucharu Europy Mistrzów Klubowych

### Wyniki spotkań
| Mecz           | Data            | Stadion   | Przeciwnik         | Wynik | Punkty | Strzelcy                                   |
| -------------- | --------------- | --------- | ------------------ | ----- | ------ | ------------------------------------------ |
| Runda jesienna |                 |           |                    |       |        |                                            |
| 1              | 12 sierpnia     | Opole     | Odra Opole         | 3:0   | 2      | Pohl, Musiałek, Wilczek                    |
| 2              | 15 sierpnia     | Zabrze    | Lech Poznań        | 1:0   | 4      | Jankowski                                  |
| 3              | 19 sierpnia     | Warszawa  | Gwardia Warszawa   | 7:1   | 6      | Musiałek (3), Szołtysik (2), Lentner, Pohl |
| 4              | 26 sierpnia     | Zabrze    | Polonia Bytom      | 4:2   | 8      | Pohl, Wilczek, Czok (2)                    |
| 5              | 9 września      | Szczecin  | Arkonia Szczecin   | 3:1   | 10     | Wilczek, Kurzyca (sam.), Czok              |
| 6              | 16 września     | Kraków    | Wisła Kraków       | 3:0   | 12     | Musiałek, Lentner, Wilczek                 |
| 7              | 23 września     | Zabrze    | Lechia Gdańsk      | 4:1   | 14     | Wilczek (2), Lentner, Pohl                 |
| 8              | 14 października | Zabrze    | ŁKS Łódź           | 3:3   | 15     | Pohl (2), Musiałek                         |
| 9              | 17 października | Sosnowiec | Zagłębie Sosnowiec | 1:4   | 15     | Wilczek                                    |
| 10             | 21 października | Warszawa  | Legia Warszawa     | 4:1   | 17     | Wilczek (2), Musiałek (2)                  |
| 11             | 4 listopada     | Zabrze    | Pogoń Szczecin     | 4:1   | 19     | Czok, Wilczek, Szołtysik, Lentner          |
| 12             | 11 listopada    | Chorzów   | Ruch Chorzów       | 1:2   | 19     | Czok                                       |
| 13             | 18 listopada    | Zabrze    | Stal Rzeszów       | 3:1   | 21     | Wilczek, Szołtysik, Czok                   |
| Runda wiosenna |                 |           |                    |       |        |                                            |
| 14             | 17 marca        | Zabrze    | Odra Opole         | 3:1   | 23     | Szołtysik, Musiałek, Oślizło               |
| 15             | 24 marca        | Poznań    | Lech Poznań        | 1:2   | 23     | Musiałek                                   |
| 16             | 31 marca        | Zabrze    | Gwardia Warszawa   | 3:0   | 25     | Szołtysik, Wilczek (2)                     |
| 17             | 7 kwietnia      | Chorzów   | Polonia Bytom      | 2:1   | 27     | Czok (2)                                   |
| 18             | 21 kwietnia     | Zabrze    | Arkonia Szczecin   | 4:0   | 29     | Czok (2), Pohl, Lubański                   |
| 19             | 28 kwietnia     | Zabrze    | Zagłębie Sosnowiec | 3:0   | 31     | Musiałek (2), Lubański                     |
| 20             | 5 maja          | Gdańsk    | Lechia Gdańsk      | 0:0   | 32     | -                                          |
| 21             | 11 maja         | Zabrze    | Wisła Kraków       | 2:1   | 34     | Pohl, Lubański                             |
| 22             | 19 maja         | Łódź      | ŁKS Łódź           | 3:1   | 36     | Musiałek, Pohl, Kowalski                   |
| 23             | 26 maja         | Zabrze    | Legia Warszawa     | 3:0   | 38     | Szołtysik, Pohl, Musiałek                  |
| 24             | 9 czerwca       | Szczecin  | Pogoń Szczecin     | 2:1   | 40     | Lubański, Wilczek                          |
| 25             | 13 czerwca      | Zabrze    | Ruch Chorzów       | 1:1   | 41     | Pohl                                       |
| 26             | 16 czerwca      | Rzeszów   | Stal Rzeszów       | 1:1   | 42     | Pohl                                       |

    zwycięstwo     remis     porażka

## Puchar Polski
Górnik rozpoczął rozgrywki Pucharu Polski od 1/16 finału pokonując na inaugurację drużynę Uranii Ruda Śląska 2:0. Odpadł z rozgrywek w półfinale przegrywając ze Ruchem Chorzów 0:3.
| Faza | Data        | Stadion     | Przeciwnik         | Wynik | Strzelcy                          |
| ---- | ----------- | ----------- | ------------------ | ----- | --------------------------------- |
| 1/16 | 9 grudnia   | Ruda Śląska | Urania Ruda Śląska | 2:0   | Szołtysik, Wilczek                |
| 1/8  | 16 grudnia  | Ruda Śląska | Slavia Ruda Śląska | 5:1   | Musiałek (2), Gawlik, Wilczek (2) |
| 1/4  | 10 marca    | Poznań      | Lech Poznań        | 4:2   | Wilczek, Musiałek (2), Lentner    |
| 1/2  | 14 kwietnia | Zabrze      | Ruch Chorzów       | 0:3   | -                                 |

    zwycięstwo     porażka

## Mecze towarzyskie
| Data                         | Przeciwnik       | Miejsce     | Wynik | Strzelcy                   |
| ---------------------------- | ---------------- | ----------- | ----- | -------------------------- |
| Rozegrane w przerwie letniej |                  |             |       |                            |
| 13 września                  | Baník Ostrawa    | Zabrze      | 3:2   | Szołtysik, Lentner Wilczek |
| 2 grudnia                    | Wisła Kraków     | Zabrze      | 4:4   | Musiołek (2), Czok, Gawlik |
| 24 lutego                    | Górnik Wałbrzych | Wałbrzych   | 4:0   | brak danych                |
| 6 maja                       | Arka Gdynia      | Gdynia      | 1:1   | Lubański                   |
| brak danych                  | BKS Bolesławiec  | brak danych | 0:1   | -                          |

    zwycięstwo     remis     porażka

## Zawodnicy

### Skład
| Zawodnik                                                                           | Data urodzenia       | W klubie od | Poprzedni klub    | I Liga    | I Liga | Puchar Polski | Puchar Polski | RAZEM | RAZEM | Uwagi                                   |
| ---------------------------------------------------------------------------------- | -------------------- | ----------- | ----------------- | --------- | ------ | ------------- | ------------- | ----- | ----- | --------------------------------------- |
| Zawodnik                                                                           | Data urodzenia       | W klubie od | Poprzedni klub    | Bramkarze |        |               |               |       |       | Uwagi                                   |
| Bernard Kobzik                                                                     | 12 stycznia 1941     | 1962        | Górnik Mikulczyce | -         | -      | 2             | -             | -     | -     |                                         |
| Hubert Kostka                                                                      | 27 maja 1940         | 1961        | Unia Racibórz     | 18        | -      | 2             | -             | 20    | -     |                                         |
| Jerzy Stefek                                                                       | 2 lipca 1938         | 1962        | Dąb Katowice      | 2         | -      | -             | -             | -     | -     |                                         |
| Joachim Szołtysek                                                                  | 10 czerwca 1932      | 1959        | AKS Chorzów       | -         | -      | -             | -             | -     | -     |                                         |
| Bernard Śliwka                                                                     | 5 czerwca 1936       | 1960        | Górnik Mikulczyce | -         | -      | 1             | -             | 1     | -     |                                         |
| Obrońcy                                                                            |                      |             |                   |           |        |               |               |       |       |                                         |
| Henryk Broja                                                                       | 6 lipca 1940         | 1962        | wychowanek        | -         | -      | 1             | -             | 1     | -     |                                         |
| Stefan Florenski                                                                   | 17 grudnia 1933      | 1957        | Sośnica Gliwice   | 15        | -      | 4             | -             | 19    | -     |                                         |
| Karol Kapciński                                                                    | 6 kwietnia 1943      | 1962        | Unia Oświęcim     | 7         | -      | 1             | -             | 8     | -     |                                         |
| Hubert Kulanek                                                                     | 22 października 1943 | 1961        | Górnik Mikulczyce | -         | -      | -             | -             | -     | -     |                                         |
| Stanisław Oślizło                                                                  | 13 listopada 1937    | 1960        | Górnik Radlin     | 17        | 1      | 4             | -             | 21    | 1     |                                         |
| Jan Plicko                                                                         | 11 kwietnia 1943     | 1961        | wychowanek        | -         | -      | -             | -             | -     | -     |                                         |
| Waldemar Słomiany                                                                  | 1 listopada 1943     | 1962        | Wawel Wirek       | 10        | -      | 3             | -             | 13    | -     |                                         |
| Pomocnicy                                                                          |                      |             |                   |           |        |               |               |       |       |                                         |
| Joachim Czok                                                                       | 1 kwietnia 1939      | 1962        | Śląsk Wrocław     | 15        | 10     | 4             | 1             | 19    | 11    |                                         |
| Ginter Gawlik                                                                      | 5 grudnia 1930       | 1949        | Górnik Biskupice  | 8         | -      | 2             | 1             | 10    | 1     |                                         |
| Norbert Gwosdek                                                                    | 24 października 1939 | 1962        | wychowanek        | 2         | -      | 2             | -             | 4     | -     |                                         |
| Jan Kłosek                                                                         | 14 września 1943     | 1961        | wychowanek        | -         | -      | -             | -             | -     | -     |                                         |
| Jan Kowalski                                                                       | 15 lutego 1937       | 1959        | Pogoń Zabrze      | 14        | 1      | 3             | -             | 17    | 1     |                                         |
| Zygfryd Szołtysik                                                                  | 24 października 1942 | 1962        | Zryw Chorzów      | 16        | 7      | 4             | 1             | 20    | 8     |                                         |
| Napastnicy                                                                         |                      |             |                   |           |        |               |               |       |       |                                         |
| Edward Jankowski                                                                   | 9 stycznia 1930      | 1955        | Górnik Radlin     | 3         | 1      | 1             | -             | 4     | 1     |                                         |
| Roman Lentner                                                                      | 15 grudnia 1937      | 1956        | Czarni Chropaczów | 12        | 4      | 3             | 1             | 15    | 5     |                                         |
| Jerzy Musiałek                                                                     | 14 października 1942 | 1961        | GKS Gliwice       | 14        | 14     | 4             | 2             | 18    | 16    |                                         |
| Edward Olszówka                                                                    | 9 lipca 1937         | 1960        | Naprzód Lipiny    | 14        | -      | 2             | -             | 16    | -     |                                         |
| Ernest Pohl                                                                        | 3 listopada 1932     | 1956        | Legia Warszawa    | 13        | 12     | -             | -             | 13    | 12    |                                         |
| Erwin Wilczek                                                                      | 20 listopada 1940    | 1959        | Zryw Chorzów      | 14        | 14     | 4             | 1             | 18    | 15    |                                         |
| Włodzimierz Lubański                                                               | 28 lutego 1947       | 1963        | GKS Gliwice       | 8         | 4      | 1             | 1             | 9     | 5     | dołączył do zespołu w rundzie wiosennej |
| Liczba rozegranych spotkań nie obejmuje kolejek: 2,3,4,5,6,7,8,14,17 (brak danych) |                      |             |                   |           |        |               |               |       |       |                                         |

### Transfery
| Poz | Nazwisko             | Poprzedni klub    |
| --- | -------------------- | ----------------- |
| BR  | Jerzy Stefek         | Dąb Katowice      |
| BR  | Bernard Kobzik       | Górnik Mikulczyce |
| OB  | Karol Kapciński      | Unia Oświęcim     |
| OB  | Henryk Broja         | wychowanek        |
| NA  | Włodzimierz Lubański | GKS Gliwice       |

| Poz            | Nazwisko       | Nowy klub      |
| -------------- | -------------- | -------------- |
| Okienko letnie |                |                |
| PO             | Antoni Franosz | koniec kariery |

### Skład podstawowy
| Poz                                                                                | Zawodnik             | I Liga | Puchar Polski | RAZEM |
| ---------------------------------------------------------------------------------- | -------------------- | ------ | ------------- | ----- |
| BR                                                                                 | Hubert Kostka        | 18     | 2             | 20    |
| OB                                                                                 | Stanisław Oślizło    | 17     | 4             | 20    |
| PO                                                                                 | Joachim Czok         | 15     | 4             | 19    |
| OB                                                                                 | Stefan Florenski     | 15     | 4             | 19    |
| NA                                                                                 | Jerzy Musiałek       | 14     | 4             | 18    |
| PO                                                                                 | Zygfryd Szołtysik    | 14     | 4             | 18    |
| NA                                                                                 | Jan Kowalski         | 14     | 3             | 17    |
| NA                                                                                 | Erwin Wilczek        | 14     | 3             | 17    |
| NA                                                                                 | Edward Olszówka      | 14     | 1             | 15    |
| NA                                                                                 | Roman Lentner        | 11     | 3             | 14    |
| NA                                                                                 | Ernest Pohl          | 12     | -             | 12    |
| OB                                                                                 | Waldemar Słomiany    | 9      | 3             | 12    |
| PO                                                                                 | Ginter Gawlik        | 8      | 2             | 10    |
| OB                                                                                 | Karol Kapciński      | 7      | 1             | 8     |
| NA                                                                                 | Włodzimierz Lubański | 5      | 1             | 6     |
| PO                                                                                 | Norbert Gwosdek      | 1      | 1             | 2     |
| BR                                                                                 | Bernard Kobzik       | -      | 1             | 1     |
| OB                                                                                 | Henryk Broja         | -      | 1             | 1     |
| Liczba rozegranych spotkań nie obejmuje kolejek: 2,3,4,5,6,7,8,14,17 (brak danych) |                      |        |               |       |

    podstawowa jedenastka